# Миркасимов, Миралескер Мирасадулла оглы
Миралескер (Мирали) Мирасадулла оглы Миркасимов (азерб. Mirələsgər (Mirəli) Mirəsədulla oğlu Mirqasımov: 9 февраля 1924, Баку — 9 ноября, 2003, там же) — азербайджанский и советский скульптор, член Союза художников Азербайджана, профессор, заслуженный деятель искусств Азербайджанской ССР (1963), народный художник Азербайджанской ССР (1982). Сын первого президента Академии наук Азербайджана Мир Асадуллы Мир-Касимова.
Мир-Али Мир-Касимов — первый азербайджанский скульптор, получивший полное специальное высшее образование. В 1944 году с отличием окончил Азербайджанское художественное училище, а в 1951 — Институт имени Репина в Ленинграде. Является автором памятника Джафару Джаббарлы в Баку, Нариману Нариманову в городе Сумгаит, Джалилу Мамедкулизаде в городе Нахичевань. Некоторые работы Мир-Касимова, такие как «Портрет нефтяника», «Портрет девушки», «Девушка с голубем», выставлены в Национальном музее искусств Азербайджана в Баку.
Являлся участником всемирных выставок, в том числе и Всемирной выставки 1967 года в Монреале Работы Мир-Касимова выставлялись также в России, Польше, Болгарии, Германии, Египте и других странах. Награждён различными орденами и медалями, в том числе орденом «Слава» Азербайджанской Республики.

## Биография

### Детство и юность

Дом в Баку, в котором прошли детские годы Мир-Касимова

Мир-Али Мир-Касимов родился 9 февраля 1924 года в Баку в семье врача Мир-Асадуллы Мир-Касимова и его супруги Джейран-ханум. Кроме него в семье было ещё четверо детей. Мир-Али был вторым ребёнком в семье. С детства все звали его Алик. Когда Мир-Али было шесть лет, он перенёс эпидемический цереброспинальный менингит. Позднее выздоровел, но вскоре в результате атрофии слухового нерва маленький Мир-Али полностью потерял слух.
Вернуть ребёнку слух было в то время невозможно. Это понимал и отец Мир-Али Мир-Асадулла Мир-Касимов. Несмотря на риск потери речи, благодаря матери, которая постоянно общалась с сыном и по особой, придуманной ею методике выучила сына азбуке, отказавшись от букваря для глухонемых, Мир-Али не стал немым. В специальную школу для глухих Мир-Али также не отправили. Скоро Мир-Али научился читать, и мать продолжила занятия по предложенному московским врачом-логопедом Натальей Рау методу обучения грамоте и чтению с губ и лица говорящего. Мир-Али хорошо овладел этой техникой.
Мать Мир-Али позднее в своей книге «Записки одной матери», которую она посвятила сыну, писала о нём:
Чувства и восприятие его отточены до тонкости. Он очень смело ориентируется в любой обстановке, у него какая-то особая, присущая только ему сноровка быстро все улавливать, понимать. Доброта, неподдельная любовь и влечение ко всему живому и красивому самым естественным образом овладели его натурой. Он никогда не теряет душевного равновесия, будничные неурядицы принимает стойко. Всегда делает так, как думает, если даже это принесет ущерб его покою.

### Учёба скульптуре

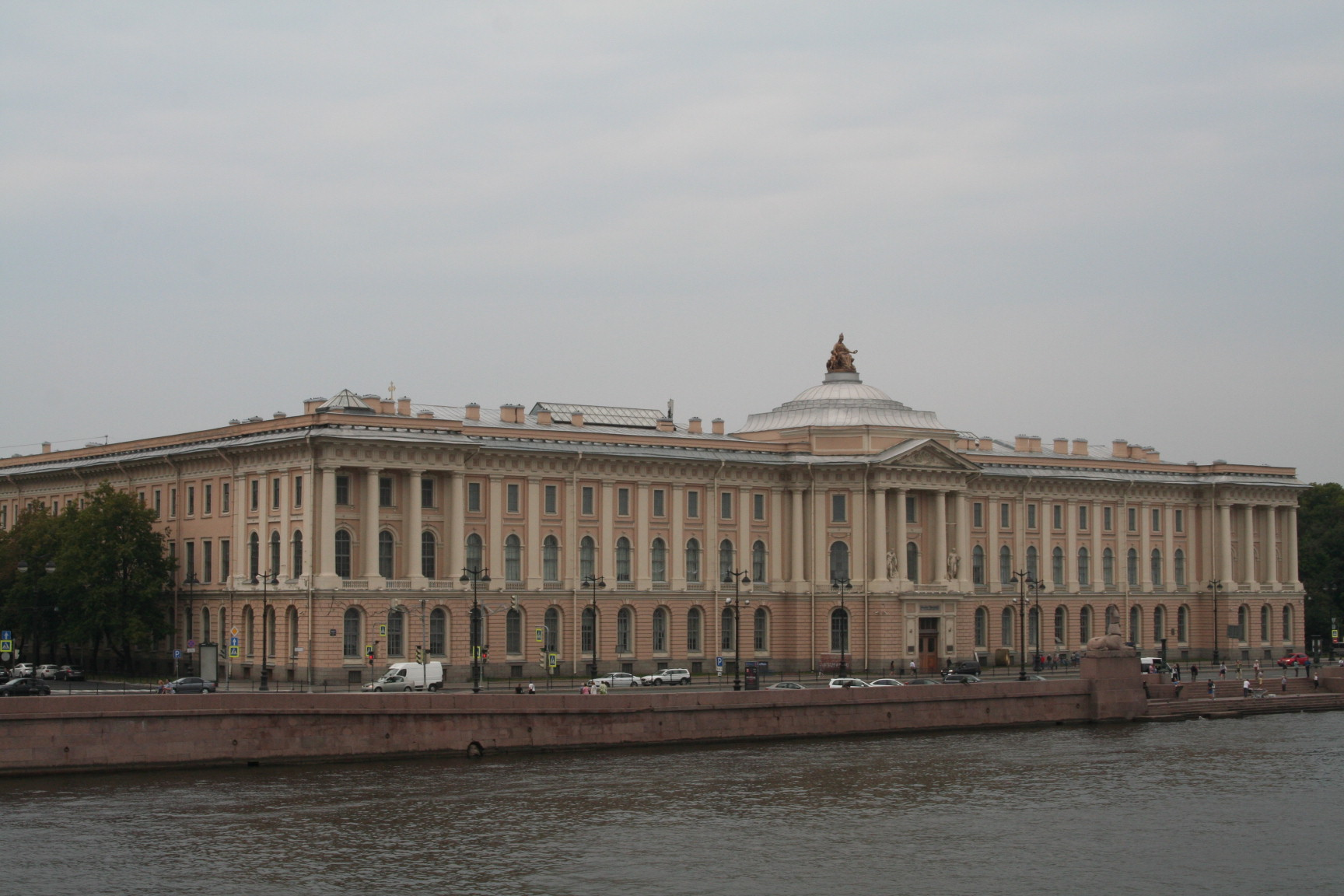
Здание Института имени Репина в наши дни, который в 1951 году окончил Мир-Касимов

В детстве Мир-Али мечтал стать лётчиком, а после — агрономом или биологом. Также мальчик любил рисовать и часами занимался лепкой или рисованием. Однажды его мать обратилась к видному скульптору Пинхосу Сабсаю, с которым семья Мир-Касимова были соседями. При Сабсае Мир-Али по памяти создал из глины скульптуру виденного в зверинце льва, а потом и человеческую фигурку. Это была скульптура Квентина Дорварда, героя одноимённого романа Вальтера Скотта, которого читал и которым вдохновлялся Мир-Али. Увидев, скульптуру, Сабай сказал родителям мальчика: «Ваш сын несомненно одарён». Мир-Али Мир-Касимова проверил также педагог М. Герасимов. Вскоре с мальчиком начали проводить специальные занятия в
Азербайджанском художественном училище.
В 1944 году Мир-Али Мир-Касимов с отличием окончил Азербайджанское художественное училище. В это время ещё шла Великая Отечественная война. Тем не менее Мир-Али принял решение отправиться в послеблокадный Ленинград и поступить в Институт имени Репина. В одном из своих писем домой Мир-Али пишет:
Мамочка, страшно много занимаюсь, программа очень насыщенная. Скоро будем делать гипс — фигуру. У нас холодно, обнаженной натуры быть не может. В некоторых мастерских температура держится на нуле…
В другом своём письме матери Мир-Касимов писал, что на скульптурном факультете у него на тот момент были самые высокие оценки. Так, только двое, по его словам, включая и его самого, получили «отлично» за скульптуру, и только один он — получил «отлично» за рисунок.
Дипломная работа Мир-Касимова была посвящена «героям-нефтяникам», которую он успешно защитил. Таким образом, Мир-Али Мир-Касимов стал первым азербайджанским скульптором, получившим полное специальное высшее образование.

### Последующая жизнь и творчество
В 1951 году окончил институт и вместе с С. Гулиевым создал монумент В. И. Ленина для города Степанакерт — административного центра НКАО Азербайджанской ССР. В Баку Мир-Касимов работал много. Одна из его скульптурных работ под названием «Портрет девушки», высеченная в мраморе была особенно популярна. До Мир-Касимова никто из азербайджанских скульпторов не работал с камнем. Приняв участие с этой работой на республиканской и закавказской выставках, Мир-Касимов представил данную скульптуру и на всесоюзной выставке, а затем — на V Всемирном фестивале молодёжи в Варшаве, став первым из азербайджанских скульпторов лауреатом международного конкурса.
| |  |
| Памятник Джалилу Мамедкулизаде в городе Нахичевань (слева) и Нариману Нариманову в Сумгаите. Скульптор М. Мир-Касимов |  |

Позднее Мир-Касимов выполнил в мраморе другие женские скульптурные портреты: «Нана» и «Девушка с голубем». А его работа «Портрет нефтяника» из бронзы впервые был выставлен во вводном зале Всемирной художественной выставки 1961 года, затем вместе с другими работами скульптора экспонировался на Всемирной выставке 1967 года в Монреале (эту скульптуру Мир-Касимов считал своей самой удачной работой, поскольку «делал его не по заказу»). Сегодня эта работа, а также его «Портрет девушки», «Девушка с голубем», «Наиля» находятся в экспозиции Национального музея искусств Азербайджана в Баку. Также работы Мир-Касимова выставлялись в России, Болгарии, Германии, Египте и других странах.
Также Мир-Али Мир-Касимов стал автором бронзового бюста дважды Героя Социалистического Труда Басти Багировой, которая была установлена на её родине, в Геранбойском районе, портрета отца — академика Мир-Асадуллы Мир-Касимова, полуфигуры Наримана Нариманова в Сумгаите, портрет матери и др. В Нахичевани же установлен памятник Джалилу Мамедкулизаде работы Мир-Касимова (создан в 1959, установлен в 1974).
O творчестве скульптора народный художник Азербайджана Тогрул Нариманбеков писал:
Творчеству Мир-Али Мир-Касимова присуща высокая романтичность, поэтическое видение мира, неиссякаемый оптимизм, восхищение красотой человека, его богатым духовным миром.
Большое место в создаваемых Мир-Касимовым образах занимала тема борьбы, которая была присуща таким его работам, на которых скульптор изобразил Бахрама в единоборстве с разъяренным барсом, африканца, разрывающего цепи рабства и Икара на взлёте — покорителя воздуха. Изображения раздирающего джейрана льва, моржа, лошади являются примерами анималистических скульптур художника.
В 1963 году Мир-Касимов был удостоен звания Заслуженного деятеля искусств Азербайджанской ССР.

#### Образ Икара в творчестве Мир-Касимова
На создание образа Икара в момент взлёта Мир-Касимова вдохновил полёт первого человека в космос. Мир-Али Мир-Касимов первым из скульпторов отозвался на это событие. Скульптура создана из серебристого алюминия. Её планировалось установить перед зданием Бакинского аэропорта. Но идея не претворилась в жизнь. Впоследствии Мир-Касимов ещё несколько раз обращался к образу Икара. Так, надгробный памятник начальника Управления гражданской авиации Азербайджана Нуреддина Алиева, автором которого является Мир-Касимов, состоит из скульптурного портрета Алиева и бронзовой фигуры Икара, который, потеряв одно крыло, падает, устремив свой взор и одну руку в небо.

#### Памятник Джафару Джаббарлы

Памятник Джафару Джаббарлы на одноимённой площади в Баку. Скульптор М. Мир-Касимов

В 1982 году в Баку был установлен памятник видному азербайджанскому поэту и драматургу Джафару Джаббарлы из розового гранита работы Мир-Касимова. За постаментом Мир-Касимов сам вместе с супругой Гюльтекин ханым ездили на Украину, в Ново-Даниловский карьер.
Решение об установке памятника драматургу на площади перед Бакинским железнодорожным вокзалом было принято в 1959 году. В этом же году на месте будущего памятника был установлен камень, сообщавший, что здесь будет воздвигнут монумент Джафару Джаббарлы. Был объявлен конкурс на лучший проект, который выиграл Мир-Али Мир-Касимов.
Несмотря на то, что скульптор уже начал работу, распространённое в те годы правления Хрущёва стремление к минимализму и борьба с «излишествами» приостановили эту работу на длительный срок. В конце 70-х о памятнике снова вспомнили, однако дело опять застыло. Вскоре в ситуацию вмешался лично первый секретарь ЦК КП Азербайджана Гейдар Алиев. Он лично контролировал ход работ, оказывал Мир-Касимову помощь и поддержку, а ещё в 1979 году пришёл в мастерскую скульптора и ознакомился с эскизами работ, которые понравились Алиеву.
Работая над памятником, Мир-Али Мир-Касимов очень переживал и нервничал, а когда произведение было почти готово, прямо в мастерской у скульптора случился обширный инфаркт. По поручению Алиева, здоровьем художника занимался личный врач первого секретаря.
Вскоре работа, которую Мир-Касимов считал одной из главных в своей жизни, была завершена. Открывал памятник 23 марта 1982 года сам Гейдар Aлиев, выступив также на церемонии с речью. Этот памятник считается одной из самых известных работ скульптора.
В этом же году в соответствии с указом Верховного Совета Азербайджанской ССР от 1 декабря Мир-Касимову было присуждено звание Народного художника Азербайджанской ССР.

### Последние годы жизни
В 1994 году Мир-Али Мир-Касмов перенёс тяжелый инсульт и был парализован, но вскоре поправился. Уже тогда ему было трудно работать. У скульптора испортилось зрение, была затруднена речь, плохо слушались руки. Несмотря на это, Мир-Касимов продолжал творить.
Мир-Али Мир-Касимов был награждён различными орденами и медалями, а также орденом «Слава» Азербайджанской Республики.
Мечтой художника оставалось создание образа Кёроглы и изваяние моря.
Последние десятилетия своей жизни вместе с семьёй Мир-Али Мир-Касимов провёл в доме, расположенном на проспекте Наримана Нариманова в Баку. Скончался скульптор 9 ноября 2003 года.